# بونيفاس السادس
البابا بونيفاس السادس (باللاتينية: Bonifacius VI) هو بابا الكنيسة الكاثوليكية لأيام قليلة من سنة 896.
انتخب بونيفاس السادس ـ وهو من أبناء روما ـ للبابوية في أبريل 896 في أعقاب أحداث عنف اندلعت بعد وفاة البابا فورموسوس. يعرف عن بونيفاس السادس أنه تعرض ـ قبل بابويته ـ لعقوبة التجريد من الرتب الكنسية مرتين، إحداهما عندما كان شماسًا والأخرى عندما كان قسًا.
انتهى عهد بونيفاس السادس بعد خمسة عشر يومًا فحسب من توليه كرسي البابوية. وتقول بعض المصادر إن انتهاء عهده كان لوفاته من جراء مضاعفات النقرس، بينما تذهب مصادر أخرى إلى أن انتهاء ولايته كان بسبب خلعه قسرًا لإفساح المجال لتولي البابا ستيفان السادس، مرشح فصيل سبوليتو.
في سنة 898 ترأس يوحنا التاسع مجمعًا كنسيًا في روما حكم ببطلان انتخاب بونيفاس السادس للبابوية من الأساس.